# Frechilla de Almazán
Frechilla de Almazán – gmina w Hiszpanii, w prowincji Soria, w Kastylii i León, o powierzchni 25,68 km². W 2011 roku gmina liczyła 27 mieszkańców.